# Яне Ахонен
Яне Петери Ахонен (на фински: Janne Petteri Ahonen) е финландски ски скачач.
Той е сред най-известните състезатели по ски скокове, петкратен световен шампион по ски скокове (два пъти индивидуално и три пъти отборно), двукратен победител в Генералното класиране за Световната купа (сезони 2003/04 и 2004/05), петкратен победител в Турнира на четирите шанци. Има два сребърни медала от зимни олимпийски игри, осем сребърни и четири бронзови медала от световни първенства по ски скокове и ски полети. Завършва на второ място за Световната купа през сезоните 1998/99 и 2005/06 и на трето през 1994/95, 1995/96, 1999/2000 и 2007/08.
Избран е за атлет на годината на Финландия за 2005 година. 
След края на първенството на Финландия през март 2008 обявява края на кариерата си. 
През март 2009 Ахонен подновява състезателната си кариера, като си поставя за цел да спечели олимпийска титла на Зимните олимпийски игри във Ванкувър през 2010.  Там той достига до четвъртото място в скоковете от нормална шанца.
Ахонен е на крачка от рекорда за най-дълъг скок в състезание по ски полети, когато скача 240 метра, но тъй като пада при приземяването, постижението му не се счита за официален рекорд. 

## Спортна биография

### Ранни години
Яне Ахонен израства в южнофинландския град Лахти в добро семейство. Влиза в националния отбор по ски скокове на Финландия когато е 14-годишен. 

### Световна купа
Ахонен дебютира в състезание за Световната купа на 13 декември 1992 в Руполдинг. Първата си победа печели на 19 декември 1993 в Енгелберг.

#### Крайни класиране в Световната купа
Ахонен е двукратен победител в Генералното класиране за Световната купа – през сезоните 2003/04 и 2004/05.
През сезон 2004/05 печели рекордните дотогава 12 победи в един сезон. 
| Година | Място      |
| ------ | ---------- |
| 1993   | 50         |
| 1994   | 10         |
| 1995   | 3          |
| 1996   | 3          |
| 1997   | 8          |
| 1998   | 9          |
| 1999   | 2          |
| 2000   | 3          |
| 2001   | 5          |
| 2002   | 15         |
| 2003   | 4          |
| 2004   | 1          |
| 2005   | 1          |
| 2006   | 2          |
| 2007   | 8          |
| 2008   | 3          |
| 2009   | не участва |
| 2010   | 11         |
| 2011   | 44         |

#### Турнир на четирите шанци
Ахонен е петкратен победител в престижния Турнир на четирите шанци – през 1998/99, 2002/03, 2004/05, 2005/06 и 2007/08. Три пъти завършва втори – през 1999/2000, 2000/01 и 2009/10 — и два пъти трети – през 1994/95 и 1997/98.
Ахонен е първият ски скачач, спечелил пет пъти Турнира. 
| Сезон   | Място | Точки  |
| ------- | ----- | ------ |
| 1992/93 | 39    | 417    |
| 1994/95 | 3     | 896    |
| 1995/96 | 6     | 869    |
| 1996/97 | 18    | 641    |
| 1997/98 | 3     | 907    |
| 1998/99 | 1     | 960,6  |
| 1999/00 | 2     | 963,5  |
| 2000/01 | 2     | 941,5  |
| 2001/02 | 26    | 697    |
| 2002/03 | 1     | 999,9  |
| 2003/04 | 5     | 1012,6 |
| 2004/05 | 1     | 1043,3 |
| 2005/06 | 1     | 1081,5 |
| 2006/07 | 8     | 890,7  |
| 2007/08 | 1     | 1085,8 |
| 2009/10 | 2     | 1013,9 |
| 2010/11 | 24    | 668,6  |

#### Победи за Световната купа
Ахонен има 36 победи за Световната купа в кариерата си.

### Участия на световни първенства
Ахонен участва на 18 световни първенства – 9 по ски скокове и 9 по ски полети.

### Участия на зимни олимпийски игри
Ахонен участва на пет зимни олимпийски игри.

#### Лилехамер 1994
На Игрите в Лилехамер Ахонен заема петото място в отборните скокове, 25-о място на голямата шанца и 37-о на нормалната.

#### Нагано 1998
В Нагано през 1998 Ахонен отново завършва пети в отборното състезание, остава четвърти на нормалната шанца и 37-и на голямата.
Ахонен е знаменосецът на Финландия при откриването на Игрите.

#### Солт Лейк Сити 2002
На Олимпиадата в Солт Лейк Сити през 2002 година Ахонен печели първият си олимпийски медал – сребърен в отборното състезание. Завършва на четвърто и девето място в индивидуалните скокове от нормална и голяма шанца.

#### Торино 2006
В Торино през 2006 г. Ахонен печели и втория си олимпийски медал – отново сребърен и отново в отборното състезание. Завършва на шесто и девето място в индивидуалните скокове от нормална и голяма шанца.

#### Ванкувър 2010
Олимпиадата във Ванкувър е последната, на която Ахонен участва. Заема четвъртото място в скоковете от нормална шанца и 31-во от голяма шанца. Не участва в отборното състезание.

## След ски скоковете
Яне Ахонен участва в автомобилни състезания.

## Семейство
Яне Ахонен е женен, с 2 деца. 